# Streckvaxskivling
Streckvaxskivling (Hygrophorus atramentosus) är en svampart som tillhör divisionen basidiesvampar, och som först beskrevs av Johannes Baptista von Albertini och Schwein., och fick sitt nu gällande namn av H. Haas och Haller. Streckvaxskivling ingår i släktet Hygrophorus, och familjen Hygrophoraceae. Enligt den finländska rödlistan är arten sårbar i Finland. Enligt den svenska rödlistan är arten sårbar i Sverige. Arten förekommer i Götaland, Svealand, Nedre Norrland och Övre Norrland. Artens livsmiljö är skogslandskap.

## Bildgalleri

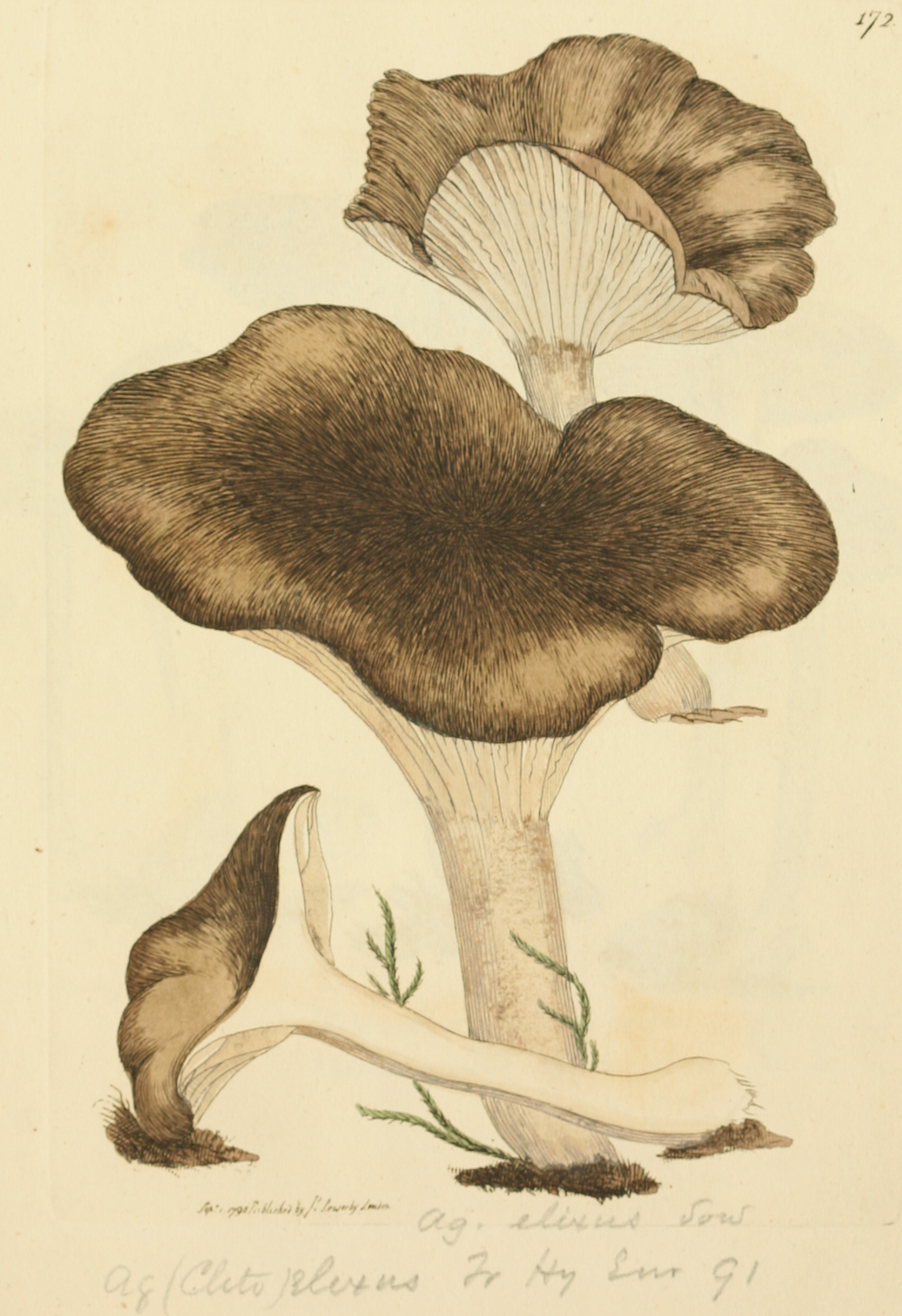